# 中川りな
中川 りな（なかがわ りな、1993年7月8日 - ）は、福岡県久留米市出身のボートレーサー。福岡県立三潴高等学校卒業。登録第4773号。112期。福岡支部所属。同期に富樫麗加、野田部宏子、小池礼乃、千葉真弥、小野真歩、馬場剛、今泉友吾がいる。師匠は中辻崇人。

## 来歴
- 福岡県立三潴高等学校卒業。在学中に日本カヌースプリントジュニア選手権で2位の成績を残す[1]。
- 2012年4月5日、やまと学校に第112期選手養成員として高校時代の優秀なスポーツの成績が認められ、スポーツ推薦枠で入学[2]。その際の抱負は「絶対に卒業して強いレーサーになり、親に恩返しがしたいです」と語っている[2]。
- 2013年3月19日、やまと学校を卒業[3]。
- 2013年3月20日、選手登録。
- 2013年5月27日からボートレース芦屋で開催された 一般戦「マンスリーBOAT RACE杯」初日第2Rでデビュー[4]。（6着）
- 2014年9月5日からボートレース福岡で開催された G3「オールレディース LOVE FM福岡なでしこカップ」4日目第1Rで初勝利[5]。
- 2019年7月25日から、ボートレース芦屋で開催された 一般戦「BTS高城 オープン21周年記念」4日目（最終日）第12R優勝戦に進出し3着[6]。このレースは4日節の短期決戦だったものの、男女混合戦の優勝戦で、1号艇に松井繁、3号艇に江口晃生、4号艇に中谷朋子、6号艇に三嶌誠司と競合揃いの中で出走。結果は待機行動違反を犯しての3着であったが、スタート直前の松井と江口に挟まれた待機行動中の写真は本人の携帯電話に保存されており、やれば出来るというモチベーションとなっている[7]。
- 2020年4月、自身が通っていたジムのトレーナーと5年間の交際期間を経て結婚[8]。
- 2021年5月13日からボートレース江戸川で開催された 一般戦「男女W優勝戦 第45回 サンケイスポーツ杯」6日目（最終日）第12Rで3号艇3コース進入からまくりで初優勝[9]。12回目の優出で初の優勝[10]となった。

## 人物・エピソード
- レース終了後は必ず焼肉を食べる[7]。
- レーサーとしての目標は「ずっと現役」[7]

## 戦績
- 出走回数：1424回
- 優勝回数：1回
- 優出回数：12回
- 1着回数：140回
- フライング(F)回数：7回
- 出遅れ(L)回数：0回
- 通算勝率：4.24
- 2連対率：21.35
- 3連対率：35.74
- 生涯獲得賞金：86,445,544円